# Orde de la Bandera Roja

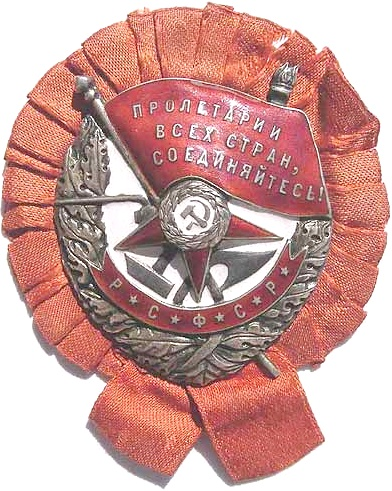
Primera variant de l'orde russa de la Bandera Roja sobre el fons de roba vermella 1918-1924

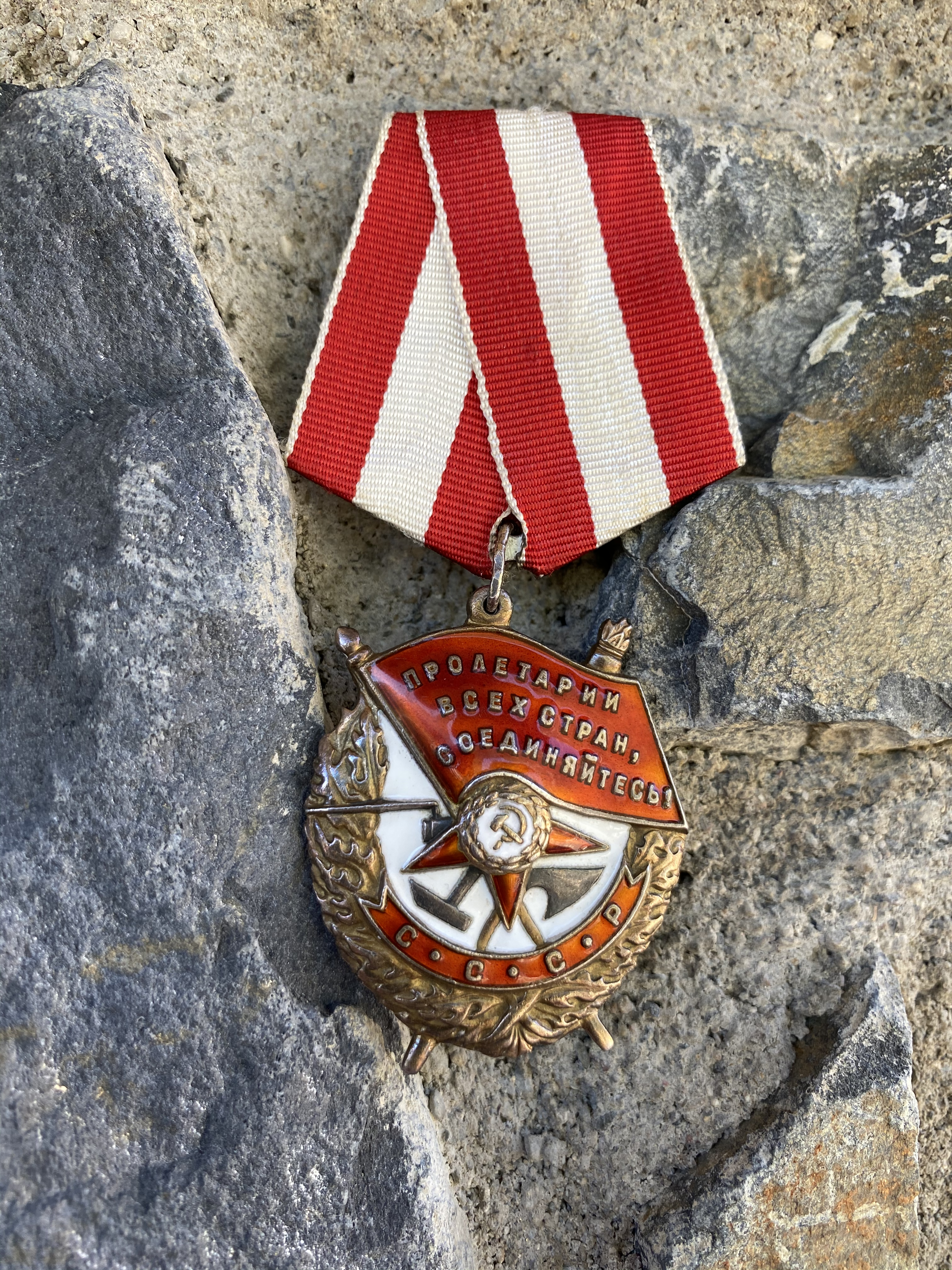
Segon model de l'Orde de la Bandera Roja

Penó naval d'un vaixell condecorat amb l'orde

L'Orde de la Bandera Roja (rus: Орден Крaсного Знамени; transliterat: Orden Krasnogo Znameni) és una condecoració soviètica creada l'1 d'agost de 1924 per Stalin.
L'orde va ser creada per decret del Soviet Suprem de la RSFSR del 16 de setembre de 1918 i, després de la formació de l'URSS, per decisió del Soviet Suprem s'instituí com a Orde de la Bandera Roja de l'URSS l'1 d'agost de 1924. L'estatut de l'orde va ser confirmat per la decisió de la Presidència de l'11 de gener de 1932, i es modificà mitjançant decrets del 19 de juny de 1943 i 16 de desembre de 1947. Finalment, es realitzà una nova redacció de l'estatut de l'orde el 28 de març de 1980.
En els seus primers dissenys, no penjava de cap galó, sinó que se sostenia d'una agulla, però amb el decret del Soviet Suprem de l'URSS del 19 de juliol de 1943, les ordes que tenien forma circular o oval havien de lluir-se penjades d'un galó pentagonal.
Abans de l'establiment de l'Orde de Lenin el 6 d'abril de 1930, l'Orde de la Bandera Roja era el màxim i únic orde militar de la Unió Soviètica. Pràcticament tots els grans oficials soviètics la tenien. Les unitats militars, els vaixells de guerra, els sindicats i associacions condecorats amb la Bandera Roja, passen a anomenar-se «condecorat amb l'Orde de la Bandera Roja».
Penja a l'esquerra del pit i se situa després de l'Orde de la Revolució d'Octubre.
Si es rep més d'una vegada, es destaca el fet amb el número de la condecoració sobre esmalt blanc a sota de la medalla. Aquest és l'únic cas, dins de les condecoracions soviètiques en què això es produeix. Va ser obra del pintor V.V. Denis.
Era atorgada per valentia especial, l'abnegació i coratge en defensa de la Pàtria Socialista als militars de l'Exèrcit Roig, la Marina Soviètica, Tropes frontereres i Tropes del Ministeri d'Interior (MVD), els empleats dels òrgans del Comitè de la Seguretat d'Estat de l'URSS (KGB) i altres ciutadans de l'URSS, així com a les unitats militars, vaixells de guerra, sindicats i associacions:
- Per les fites especialment importants realitzades tàcticament perfectes amb perill evident de la vida
- Per la direcció destacada de les operacions de combat de les unitats militars, sindicats, associacions, per la valentia i el coratge mostrats
- Pels valors extraordinaris i el coratge, juntament amb l'execució de la tasca especial
- Per la valentia excepcional en el manteniment de la seguretat de l'Estat, la inviolabilitat de la frontera de l'URSS amb risc de la vida
- Per les missions d'èxit de les unitats militats, els vaixells de guerra, els sindicats i associacions que, tot i la resistència ferotge de l'enemic, les pèrdues o d'altres condicions desfavorables, ha assolit la victòria sobre l'enemic o li ha causat una gran derrota que contribueix a l'èxit de les forces soviètiques en l'execució d'una major operació de combat.
- En casos excepcionals, també pot conferir-se pels mèrits especialment importants en el manteniment de l'estat d'alerta de l'exèrcit.

També pot ser atorgada a estrangers.

## Història
L'Orde de la Bandera Roja (fins al 1932, simplement era «la Bandera Roja») va ser el primer orde instituït a la Unió Soviètica, successor directe de la Bandera Roja de la RSFSR, instituïda en plena guerra civil (18 de setembre de 1918). El primer receptor va ser Vasily Konstantinovich Bljuher, antic obrer i president del Comitè Revolucionari de Txeliabinsk, que va encapçalar grups armats i desenvolupà una cruenta campanya als Urals contra l'Exèrcit Blanc, i se li va atorgar la insígnia núm. 1 el 30 de setembre de 1918 (la rebria fins a cinc vegades. Entre els receptors destacats hi ha Kalinin, Kírov, Orjonikidze, Tukhatxevski, Budionni, Voroixílov, Timoixenko, Uborevitx o Txapàiev. També va ser atorgada a la Flota Bàltica, al creuer Aurora, al Tren Blindat núm. 8, a l'Acadèmia Militar RKKA i a les ciutats de Petrograd, Grozni, Tsaritsin, Lugansk, Kuibixev, Frunze i Taixkent.
Òbviament, i per analogia, diverses repúbliques soviètiques del Transcaucas i de l'Àsia central també van introduir l'Orde de la Bandera Roja.
Després de formar-se la Unió de Repúbliques Socialistes Soviètiques al desembre de 1922, es veié la necessitat de crear un premi únic de combat per a tot el país. Aquest va ser instaurat per decisió del Soviet Suprem de l'URSS l'1 d'agost de 1924, si bé en aquest decret només es determinava la creació de l'orde, i hi mancava la seva descripció i els seus estatuts. El concurs per a la creació del projecte es declarà obert el 1924 (quan l'orde ja havia estat concedida); el concurs rebé 683 projectes de 393 autors, però finalment va quedar desert, i finalment s'adoptà l'Orde de la Bandera Roja de Rússia, però es modificaria la inscripció "RSFSR" per "URSS".
El 1925 es va concedir als participants de la ruta Moscou–Pekín amb els primers avions d'elaboració totalment soviètica (van rebre-la els científics, els pilots i tots els mecànics aeronàutics).
Fins al final de la dècada dels 30 l'orde es donà rarament, ja que quedava com a l'orde superior de combat. A més, per la decisió de la presidència del TSIK del 26 de setembre de 1924 va deixar d'atorgar-se per les fites fetes fins a l'1 de gener de 1923; i passà a concedir-se només pels mèrits de combat. No obstant això, el 2 de novembre de 1927 va ser concedida al creuer Aurora i després el 23 de febrer de 1928 a la Flota Bàltica, així com a alguns centenars de veterans pels seus mèrits revolucionaris. També als anys 30 podia ser atorgada als participants de la liquidació del conflicte armat amb l'exèrcit xinès pel ferrocarril oriental, als participants de la Missió Soviètica a la Guerra Civil espanyola (entre ells, als futurs Mariscals Malinovski, Vóronov, i Meretskov), als participants dels combats del llac Khassan contra el Japó (1939), i ja a la Guerra d'Hivern amb Finlàndia. En aquestes conteses s'atorgà a unitats militars, com la 57a Divisió de Fusellers, el 601è Regiment de Fusellers, el 22è Regiment Aeri, el 406 batalló especial d'enllaços o les companyies de sapadors 6a, 11a i 32a en el cas de la Guerra contra el Japó, i la Divisió de Fusellers de la Regió Militar Especial de Kíev o la 142a Divisió de Fusellers en el cas de la Campanya Finlandesa.
Abans, el 1938, l'Orde de la Bandera Roja va ser atorgada a l'Escola Superior del Comandament d'Armes de Moscou.
Amb la invasió alemanya el 1941 i l'inici de la Gran Guerra Patriòtica s'obrí un període nou per la condecoració. La primera concessió va ser ja a l'estiu de 1941 al pilot comissari polític major A.A. Artemov. La primera unitat militat condecorada en la guerra va ser la 99a Divisió de Fusellers, atorgada el 23 de juny de 1941 per l'alliberament de la ciutat de Peremxlja de mans dels alemanys (tot i que només la retindria fins al 27). Al final de la guerra aquesta divisió estaria altament condecorada, anomenant-se 88a Divisió de Fusellers de la Guàrdia de Zaporoje, condecorada amb els Ordes de la Bandera Roja, Suvórov, Khmelnitski i Nevski. És també remarcable que el 1940 va ser nomenada com la millor divisió de l'Exèrcit Roig, quan era comandada pel General Vlàssov.
El 1942 s'estudià la possibilitat d'establir l'Orde de la Bandera Roja amb Espases, però Stalin ho declinà.
Si bé els caps inferiors de les tropes, així com els sots-oficials i tropa la rebien molt rarament, van haver casos de concessions a joves guerrillers, com al mariner Ígor Pahomov de 14 anys, que la rebé en dues ocasions; o el guerriller Kostja Kravchuk, que amb 12 anys rescatà les banderes dels regiments de fusellers 968 i 970 davant la conquesta de Kíev pels alemanys.
Durant els anys de la guerra també va ser concedida a les escoles militars de preparació dels quadres de comandament.
Cap a final de la guerra li va ser concedida al comandant del submarí S-13, Capità de 3a Alexandr Ivànovitx Marinesko, que el 30 de gener de 1945 torpedinà el vaixell Wilhelm Gustloff, que portava entre 3.000 i 4.000 refugiats des de Pisau fins a Swinemünde, dels quals només hi hagué uns tres cents supervivents.
Pel decret del 4 de juny de 1944 s'introduí que es concediria pels vint anys de servei sense màcula (es preveien 30 anys per rebre l'Orde de Lenin). Aquesta disposició es mantingué catorze anys, i durant aquest temps es concedí en unes 300.000 ocasions, de les quals només uns centenars van ser atorgades per distinció en combat, principalment als pilots de caces que van participar en la Guerra de Corea (1950-54), als participants en la repressió de la Revolta d'Hongria (1956) i als participants de les proves de material nou. Només després del decret de l'11 de febrer de 1958 s'anul·là la disposició de concedir-la pel llarg servei i tornà a ser un orde exclusivament de combat. Com que l'Orde de la Victòria no s'atorgava des de 1945, l'Orde de la Bandera Roja va esdevenir 'de facto l'orde màxim concedit per accions de combat, com ara per la distinció en els combats al Vietnam (1965-1975), Egipte (1973) o l'Afganistan (1979-1989).

## Concessions
L'Orde de la Bandera Roja de la RSFSR va atorgar-se en 16.762 ocasions, 28 d'elles a dones.
L'Orde de la Bandera Roja de la Unió Soviètica va ser atorgada entre 1924 i 1991 en més de 581.300 ocasions. Durant els anys de la Gran Guerra Patriòtica es va concedir en unes 238.000 ocasions (la majoria de les quals entre 1943 i 1945), entre les quals, 3.270 van ser atorgades a unitats, sindicats i empreses. Després de la Gran Guerra Patriòtica el moment en què es concedí en més ocasions va ser entre 1980-1989, durant la Guerra de l'Afganistan, en què va ser concedida en 1.972 ocasions (la majoria va ser atorgada a generals i oficials per la bona organització de les operacions militars).
El Mariscal d'Aviació Heroi de la Unió Soviètica Ivan Ivanovitx Pstigo l'arribà a rebre en 8 ocasions. Va ser atorgada en 7 ocasions al Major General d'Aviació Mijail Invanovitx Burtsev, als Coronels Generals d'Aviació S.D. Gorelov i I.N. Kozhedub, al Coronel General K.G. Kozhanov, al Tinent General d'Aviació V.F. Golubev, al Tinent General M.A. Enxin i al Major General N.P. Petrov. Va ser concedida en 6 ocasions a 32 persones, entre elles als Mariscals de l'URSS Semion Budionni i Konstantín Rokossovski, als Generals d'Exèrcit A. L. Hetman, I.G. Pavlovsk, A.I. Radziveskij, al Mariscal d'Aviació I.I. Borzov, al Mariscal A.I. Leonov, als Coronels Generals d'Aviació I.D. Podgornij, P.D. Xevelev, al Tinent General A.M. Korotkov, als Majors Generals J.D. Slepenkov i P.J. Golovatxev, entre d'altres.
En 5 ocasions es concedí, entre d'altres, al Mariscals de la Unió Soviètica Kliment Voroixílov (3/11/1944), sent el primer a arribar a aquesta xifra.
Val a dir que, donada la situació tàctica, els departaments de condecoracions dels exèrcits i dels fronts no tenien sempre reserva suficient per a concessions posteriors de l'orde; a més del fet que en la seva concessió no es tenia en compte si el condecorat ja era cavaller o no de l'Orde, per la qual cosa, sovint es concedia la medalla de primera concessió, sense l'escut de concessions posteriors. Cal fer notar, entre aquests, al tinent coronel T.A. Dolbonosova, que la rebé en 4 ocasions, però cap d'elles tenia l'escut.
D'altra banda, també va ser atorgada al creuer "Aurora", als vaixells de línia "Sebastòpol" (1945) i "Revolució d'Octubre", al creuers "Kirov" (febrer de 1943) i "Maxim Gorky"; el diari de l'exèrcit "L'Estrella Roja" (1945); la regió Militar de Kíev (1963), la Fàbrica de construcció de maquinària pesant dels Urals (1945), l'Estudi Central de Pel·lícules Documentals de Moscou (1944), la ciutat de Leningrad, Volgograd (1924), Grozni (1924) o Sebastòpol (1954).

## Disseny
La insígnia mostra la Bandera Roja onejant amb la inscripció "ПРОЛЕТАРИИ ВСЕХ СТАН, СОЕДИНЯЍТЕСБ!" (Proletaris de tots els Països, Uniu-vos!), i formant el perímetre inferior, una corona de llorer en plata. El centre de la medalla és cobert d'esmalt blanc, amb una torxa i el pal de la bandera que sobresurten. Al centre també hi ha un fusell amb la baioneta, el martell i l'arada. Al centre hi ha l'estrella de 5 puntes en esmalt vermell, amb la falç i el martell al mig, envoltats de llorer. Les dues puntes superiors de l'estrella queden coberts per la bandera. A la part inferior, sobre la corona de llorer hi ha una cinta en esmalt vermell amb la inscripció "CCCP" (URSS).
En cas de repetides concessions de l'orde se situa un escut en esmalt blanc al centre de la corona de llorer. Sobre aquest escut apareix el nombre de concessions ("2", "3", "4").
L'orde fa 41mm d'alt i 36,3mm d'ample.
L'orde penja d'un galó pentagonal, cobert per una cinta de 24mm d'ample. Al centre hi ha una franja blanca de 8mm d'ample, coberta per dues franges vermelles de 7mm. A les puntes hi ha una franja blanca d'1mm.